# Samurai (Lied)
Samurai ist ein Lied der österreichischen Pop-Rock-Band Erste Allgemeine Verunsicherung aus dem Jahr 1990.

## Entstehung und Artwork
Geschrieben und komponiert wurde das Lied von den EAV-Mitgliedern bzw. -Studiomusikern Eik Breit, Klaus Eberhartinger, Nino Holm, Günther Schönberger und Thomas Spitzer. Für die Produktion zeichnete die Band, zusammen mit Peter Müller, verantwortlich.
Auf dem Frontcover der Single ist – außer Künstlernamen und Liedtitel – ein Comic von Herrn Meier mit den entsprechenden Liedzeilen zu sehen. Dabei wird Herr Meier als vermenschlichtes Schwein dargestellt. Am oberen Rand ist der Name der Gruppe angegeben und auf der linken und rechten Seite ist abwärts in roter Schrift der Titel der Single zu lesen.

## Veröffentlichung
Die Erstveröffentlichung von Samurai erfolgte als Teil des siebten EAV-Studioalbums Neppomuk’s Rache am 21. Mai 1990. Am 22. Juli 1990 erschien es erstmals als zweite Singleauskopplung aus dem Album. Diese erschien als 7″-Single mit einer Liveversion zu Tarzan und Jane als B-Seite sowie als 12″-Single, die um das Lied Druck Muk (Zum Frustuck) als B-Seite erweitert wurde.

## Inhalt
In dem Liedtext geht es um Herrn Meier, der seinen alljährlichen Urlaub in Bangkok oder Singapur verbringt, aber nicht wegen der Landschaft, sondern wegen weiblicher Bekanntschaft. Zuhause sei Herr Meier eine „graue Maus“, der im Goldenen Dreieck die Sau herauslassen würde. Vor Ort würde ihn eine wunderzarte und feine „Lotusblüte“, also eine Thailänderin, zu einer Thai-Massage einladen. Bei der Massage würde er für bessere Gage „noch etwas mehr“ kriegen. Die beiden vollziehen den Koitus, so heißt es, dass er beginnt zu hecheln (im Sinne von Stöhnen). Die andere Person könne altersmäßig seine Tochter sein. Außerdem wird beschrieben, dass er die thailändische Küche nicht vertrage und lieber beim Wiener Schnitzel bleibe, das er von daheim kennt. Als Souvenir bringt er dann eine Sacklaus mit nach Hause. Das im Lied vorkommende „nicht sehr leiwand“ bedeutet „nicht besonders gut“, „Kilo“ steht umgangssprachlich für „100 Schilling“ und die erwähnte „Madame Butterfly“ ist eine Anspielung auf die Oper von Giacomo Puccini. Anders als es dieses Lied suggeriert, stammen Samurais ebenso wie Kimonos und Geishas (Maxiversion) aus Japan und nicht aus Thailand.
In der Maxiversion, die mit 6:45 doppelt so lange ist, gibt es eine zusätzliche Strophe über Herr Meiers prüdes Leben daheim bei seiner Frau, an der er vor allem den Apfelstrudel liebt. Dazu gibt es einen längeren Einschub mit Versen und Musik, wie sich Herr Meier auf die „Geisha“ stürzt.

## Mitwirkende
| Liedproduktion - Mario Bottazzi: Musikproduzent - Eik Breit: Bass, Begleitgesang, Komponist, Musikproduzent - Klaus Eberhartinger: Gesang, Komponist, Musikproduzent - Nino Holm: Bass, Keyboard, Komponist, Musikproduzent - Peter Müller: Musikproduzent - Günter Schönberger: Komponist, Musikproduzent - Thomas Spitzer: Gitarre, Komponist, Liedtexter, Musikproduzent - Anders Stenmo: Musikproduzent, Schlagzeug | Unternehmen - Columbia Records: Musiklabel - EMI Music: Vertrieb |

## Charts und Chartplatzierungen
| ChartsChartplatzierungen | Höchstplatzierung | Wochen |
| ------------------------ | ----------------- | ------ |
| Deutschland (GfK)        | 10 (20 Wo.)       | 20     |
| Österreich (Ö3)          | 2 (13 Wo.)        | 13     |
| Schweiz (IFPI)           | 17 (6 Wo.)        | 6      |

| ChartsJahrescharts (1990) | Platzierung |
| ------------------------- | ----------- |
| Deutschland (GfK)         | 65          |
| Österreich (Ö3)           | 22          |